# 藤原将太
藤原 将太（ふじわら しょうた、1985年11月6日 - ）は、静岡県出身の元社会人野球選手(投手)。

## 経歴
常葉学園菊川高等学校、亜細亜大学でプレー。
大学卒業後は社会人野球の東芝に入社。内野手のレギュラーとして2008年の入社から2019年末に引退するまでの約12年間チームを牽引した。同期は現在東芝のコーチを務める元北海道日本ハムファイターズの新垣勇人ら。